# I'll believe
《I'll believe》是ALTIMA的第一張單曲，於2011年12月7日由Warner Home Video發售。

## 概要
- 組合ALTIMA的主要歌曲。
- 《I'll believe》是電視動畫《灼眼的夏娜Ⅲ（第三期）》的片尾曲，而《-Indefinitely-》是ALTIMA的個人歌曲。
- 分成初回限定盤與通常盤兩款，前者附錄《I'll believe》的PVDVD。

## 收錄歌曲
1. I'll believe
作詞：Maon Kurosaki，Rap詞：motsu，作曲、編曲：Satoshi Yaginuma
主題是夏娜與坂井悠二互相信任對方, 歌詞部份是唱出夏娜的心情, RAP部份是描寫戰鬥時被火炎包圍的樣子.

2. -Indefinitely-
作詞：Maon Kurosaki，Rap詞：motsu，作曲、編曲：Satoshi Yaginuma
是一首關於吉田一美對坂井悠二單思的CW樂曲

3. I'll believe（Instrumental）

4. -Indefinitely-（Instrumental）

## DVD
- 初回限定盤附錄。

1. UNDER/SHAFT（PV）

## 結合
| 曲名         | 結合                                    |
| ------------ | --------------------------------------- |
| I'll believe | 電視動畫《灼眼的夏娜Ⅲ（第三期）》片尾曲 |

## 外部連結
- Shakugan no Shana Wiki上的相关条目：I'll believe